# Unione Sportiva Nocerina 1994-1995
Questa pagina raccoglie le informazioni riguardanti l'Unione Sportiva Nocerina nelle competizioni ufficiali della stagione 1994-1995.

## Rosa
| N. |                   | Ruolo | Calciatore               |
| -- | ----------------- | ----- | ------------------------ |
| -  | Italia (bandiera) | C     | Roberto Antonioli        |
| -  | Italia (bandiera) | A     | Emanuele Cancellato      |
| -  | Italia (bandiera) | C     | Maurizio Cavallo         |
| -  | Italia (bandiera) | D     | Domenico Colletto        |
| -  | Italia (bandiera) | C     | Francesco Conti          |
| -  | Italia (bandiera) | A     | Giovanni Fontanella      |
| -  | Italia (bandiera) | D     | Gennaro Grillo           |
| -  | Italia (bandiera) | D     | Rosario Guarino          |
| -  | Italia (bandiera) | P     | Gennaro Iezzo            |
| -  | Italia (bandiera) | C     | Rosario Antonio Italiano |
| -  | Italia (bandiera) | C     | Sandro Luciano           |

| N. |                   | Ruolo | Calciatore              |
| -- | ----------------- | ----- | ----------------------- |
| -  | Italia (bandiera) | D     | Rocco Macrì             |
| -  | Italia (bandiera) | C     | Andrea Pallanch         |
| -  | Italia (bandiera) | A     | Matteo Pastore Palumbo  |
| -  | Italia (bandiera) | D     | Carmine Parlato         |
| -  | Italia (bandiera) |       | Piro                    |
| -  | Italia (bandiera) | P     | Gianni Marco Sansonetti |
| -  | Italia (bandiera) |       | Scarano                 |
| -  | Italia (bandiera) | D     | Sebastiano Siviglia     |
| -  | Italia (bandiera) | C     | Gennaro Torlo           |
| -  | Italia (bandiera) | C     | Luigi Vastola           |

## Risultati

### Campionato

#### Girone di andata
| 4 settembre 1994 1ª giornata | Trani | 0 – 1 | Nocerina |  |

| 11 settembre 1994 2ª giornata | Nocerina | 3 – 1 | Bisceglie |  |

| 18 settembre 1994 3ª giornata | Castrovillari | 1 – 1 | Nocerina |  |

| 25 settembre 1994 4ª giornata | Nocerina | 2 – 1 | Astrea |  |

| 2 ottobre 1994 5ª giornata | Nocerina | 1 – 0 | Albanova |  |

| 9 ottobre 1994 6ª giornata | Sangiuseppese | 1 – 3 | Nocerina |  |

| 16 ottobre 1994 7ª giornata | Nocerina | 3 – 0 | Avezzano |  |

| 23 ottobre 1994 8ª giornata | Frosinone | 1 – 0 | Nocerina |  |

| 30 ottobre 1994 9ª giornata | Vastese | 0 – 0 | Nocerina |  |

| 6 novembre 1994 10ª giornata | Nocerina | 1 – 0 | Catanzaro |  |

| 13 novembre 1994 11ª giornata | Savoia | 0 – 0 | Nocerina |  |

| 20 novembre 1994 12ª giornata | Nocerina | 2 – 0 | Fasano |  |

| 27 novembre 1994 13ª giornata | Molfetta | 0 – 2 | Nocerina |  |

| 4 dicembre 1994 14ª giornata | Nocerina | 2 – 0 | Matera |  |

| 11 dicembre 1994 15ª giornata | Battipagliese | 0 – 1 | Nocerina |  |

| 18 dicembre 1994 16ª giornata | Nocerina | 1 – 2 | Sporting Benevento |  |

| 23 dicembre 1994 17ª giornata | Formia | 0 – 3 | Nocerina |  |

#### Girone di ritorno
| 15 gennaio 1995 18ª giornata | Nocerina | 2 – 0 | Trani |  |

| 22 gennaio 1995 19ª giornata | Bisceglie | 0 – 1 | Nocerina |  |

| 29 gennaio 1995 20ª giornata | Nocerina | 0 – 1 | Castrovillari |  |

| 12 febbraio 1995 21ª giornata | Astrea | 1 – 1 | Nocerina |  |

| 26 febbraio 1995 22ª giornata | Albanova | 0 – 0 | Nocerina |  |

| 5 marzo 1995 23ª giornata | Nocerina | 2 – 0 | Sangiuseppese |  |

| 12 marzo 1995 24ª giornata | Avezzano | 1 – 1 | Nocerina |  |

| 19 marzo 1995 25ª giornata | Nocerina | 1 – 0 | Frosinone |  |

| 26 marzo 1995 26ª giornata | Nocerina | 2 – 3 | Vasto Marina |  |

| 2 aprile 1995 27ª giornata | Catanzaro | 0 – 2 | Nocerina |  |

| 9 aprile 1995 28ª giornata | Nocerina | 1 – 1 | Savoia |  |

| 15 aprile 1995 29ª giornata | Fasano | 1 – 1 | Nocerina |  |

| 23 aprile 1995 30ª giornata | Nocerina | 2 – 0 | Molfetta |  |

| 30 aprile 1995 31ª giornata | Matera | 1 – 0 | Nocerina |  |

| 7 maggio 1995 32ª giornata | Nocerina | 1 – 0 | Battipagliese |  |

| 14 maggio 1995 33ª giornata | Sporting Benevento | 0 – 0 | Nocerina |  |

| 21 maggio 1995 34ª giornata | Nocerina | 2 – 1 | Formia |  |